# Lasse Wierup
Lasse Wierup är en svensk journalist och författare, som efter nästan 20 år på Dagens Nyheter började arbeta på Dagens Industri i januari 2022.
Sedan 2007 har Wierup författat flera journalistiska faktaböcker inom området organiserad brottslighet och polisarbete. Tillsammans med kriminaljournalisten och tidigare skolkamraten Matti Larsson gav han 2007 ut boken Svensk maffia. 2008 utgavs Infiltratören - den smutsigaste härvan inom svensk polis. 2010 kom böckerna Kokain - drogen som fick medelklassen att börja knarka och länder att falla samman och Svensk maffia - fortsättningen. 2012 gav Wierup, tillsammans med kollegan Daniel Olsson, ut Helvetet inifrån - femton år i Sveriges största brottsorganisation.
Lasse Wierup har tidigare arbetat på Aftonbladet, Arbetet, Expressen och Sydsvenskan.
Wierup har nominerats till Guldspaden två gånger – dels 2007 för Svensk maffia, dels 2006 för artikelserien "DN granskar de kriminella nätverken". För sina undersökande reportage om gängkriminaliteten i Sverige tilldelades han 2005 Svenska Carnegieinstitutets journalistpris på 25 000 kronor med motiveringen "för en undersökande journalistik som kartlagt organiserad gängbrottslighet och dess hot mot det svenska rättssystemet".
Tillsammans med Lena Kask – Janne Kasks syster – ingick Wierup tidigare i musikbandet LWK (förkortning för "Lundberg, Wierup, Kask" med Peter Lundberg), som gjorde popdiscomusik. Bandet bytte senare namn till Mondial. Utöver sin journalistutbildning från Skurups folkhögskola har Wierup studerat statsvetenskap, kriminologi och juridik vid Lunds respektive Stockholms universitet, och dessutom har han arbetat som nyhetsredigerare på Expressen. Han har arbetat som journalist sedan 1993. Wierup hade 2007 studerat kriminella gäng i över tio år.